# Johanne Hesbeck
Ida Johanne Hesbeck (2. september 1873 i Varde – 25. marts 1927 i Holte) var en dansk fotograf.
Hun var datter af købmand Christoffer Johannes Hesbeck og Ida Theodora Elisabeth, født Nyegaard. Johanne Hesbecks far døde blot 35 år gammel, og hendes mor drev forretningen videre. Moderen giftede sig atter, men blev enke for anden gang.
Hesbeck har formentlig tidligt fattet interesse for fotografering, og det lykkedes hende at komme i lære hos tidens mest efterspurgte og innovative fotograf, kgl. hoffotograf Peter Elfelt. Her var hun ansat fra 13. maj 1905 til 1. september 1914. Der er ikke mange oplysninger at hente i Peter Elfelts arkiv, der opbevares på Det Kongelige Bibliotek ud over, at hendes navn optræder i Elfelts lommebog på listen over personer, der modtog et årligt julekort.
Efter udstået læretid flyttede Johanne Hesbeck flyttede i april 1915 til Holte i Søllerød Sognekommune, hvor hun boede til leje i ejendommen Esthersvej 4 (nu: Rønnebærvej 6), der var ejet af tømrermester Hemming Petersen. Senere købte hun selv huset, hvor hun slog dørene op for sit atelier. Hun tilbød primært portrætfotografering. Det viste sig at være en god lokalitet, for i de år voksede forstaden Ny Holte, og nye villaer skød op. Hun fik en solid kundekreds og leverede desuden i begrænset omfang fotos til Søllerød Tidende.
Hesbeck døde allerede 1927, kun 55 år gammel. Fotografen Ella Bach videreførte Hesbecks ateliervirksomhed helt frem til slutningen af 1970'erne. I 1980'erne blev Hesbecks gamle villa og atelier revet ned for at give plads til en parkeringsplads til Holte Midtpunkt.
Bach tog også vare på Hesbecks samling af glaspladenegativer, der nu findes på Rudersdal Museer. Samlingen omfatter ca. 4.000 glasplader i størrelsen 12 x 8 cm (visit) samt ca. 400 glaspladenegativer i størrelsen 16,5 x 12 (kabinet) optaget i perioden 1915-1927. Dertil skal lægges ca. 300 glaspladenegativer stereoskopfotos i varierende størrelser formodentlig optaget fra omkring 1895-1915.